# Plebisciet van 8 mei 1870
Het plebisciet van 8 mei 1870 was het laatste plebisciet dat werd georganiseerd tijdens het Tweede Franse Keizerrijk. Keizer Napoleon III wilde met dit referendum het senatus consultum van 20 april 1870 door de bevolking laten goedkeuren die het Liberale Keizerrijk verder zou versterken.
Door dit senatus consultum (d.i. een wet tot grondwetswijziging aangenomen door de Senaat) zou de ministeriële verantwoordelijkheid ten aanzien van het parlement worden ingevoerd. Ministers zouden voortaan verantwoording verschuldigd aan het Wetgevend Lichaam en de Senaat en niet langer aan keizer Napoleon III.
82,68% van de kiesgerechtigden stemden in met de grondwetswijziging. Er was een opkomst van 81,3%.

## Uitslag
| Keuze                 | Aantal stemmen | Percentage |
| Ja                    | 7.350.142      | 82,68%     |
| Nee                   | 1.538.825      | 17,32%     |
| Geldige stemmen       | 8.888.967      | 98,7%      |
| Ongeldige stemmen     | 112.975        | 1,3%       |
| Totaal aantal stemmen | 9.001.942      | 100%       |

## Gevolgen
Naar aanleiding van de uitslag delegeerde keizer Napoleon III een deel van zijn macht aan de ministerraad onder voorzitterschap van premier Émile Ollivier. Zo ontstond de regering-Ollivier, de eerste regering sinds het ontstaan van het Tweede Franse Keizerrijk die geleid werd door een eerste minister in plaats van door de keizer persoonlijk.